# Fabrizio Colloredo

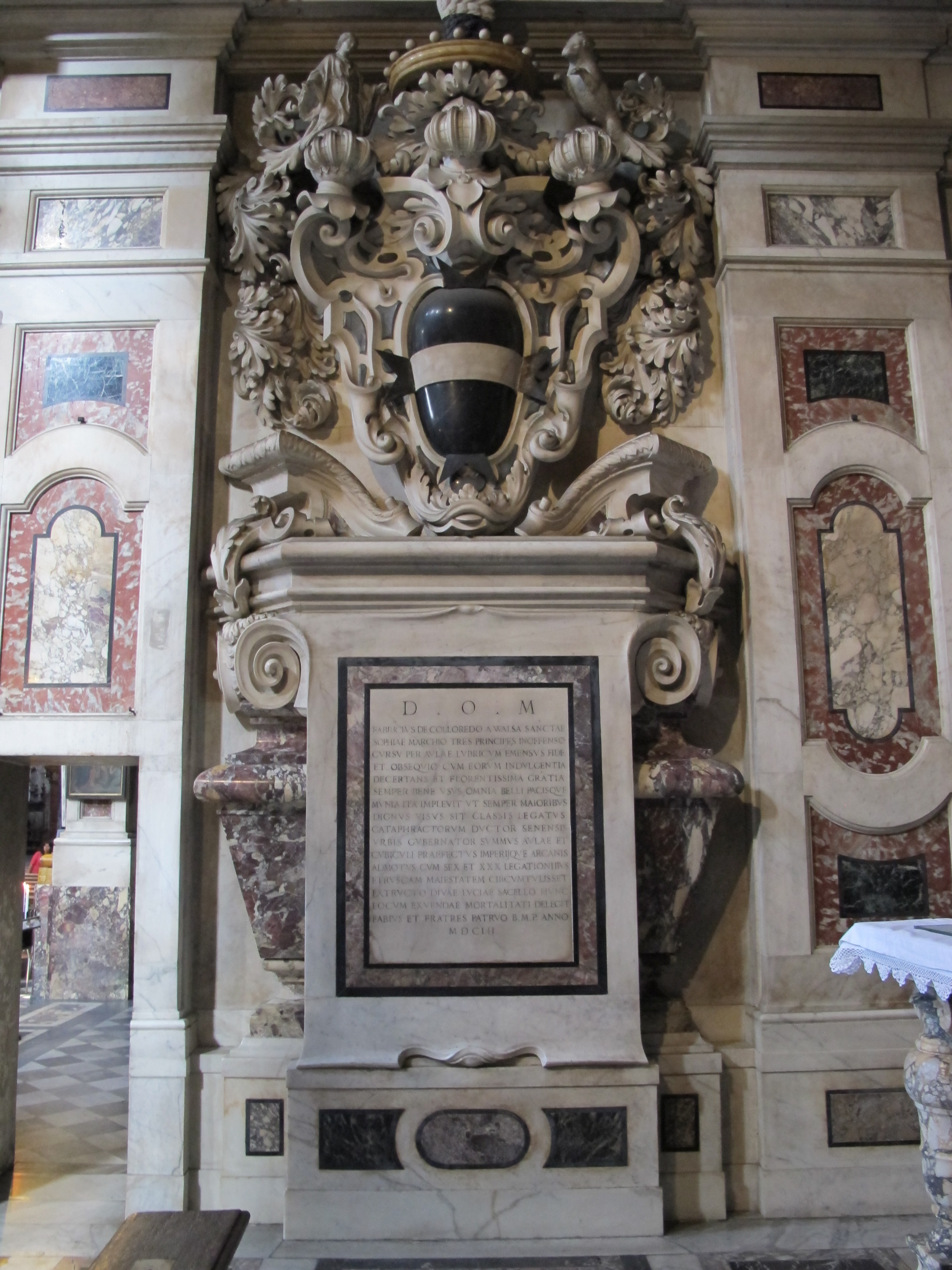
Sepolcro di Fabrizio Colloredo all'Annunziata di Firenze

Fabrizio Colloredo (Friuli, 1576 – Firenze, 1645) è stato un militare e ambasciatore italiano.

## Biografia
La famiglia Colloredo era discendente dei Waldsee di Svevia, e si era trasferita in Friuli nel XIV secolo.
Fabrizio era entrato a servizio dei Medici combattendo col grado di capitano nella fortunata spedizione contro gli Ottomani di Bona nel 1607. Ricoprì poi vari incarichi diplomatici e militari per Ferdinando I e Cosimo II, ottenendo poi in premio, nel 1615, il titolo di marchese di Santa Sofia, Cicognaia e Monterotondo nella Romagna fiorentina. Fece parte del consiglio di reggenza alla morte di Cosimo II.
Fu governatore di Siena dal 1622 al 1627. In seguito tornò a Firenze, dove ottenne da Ferdinando II l'incarico di Maggiordomo maggiore.
Nel 1643 acquistò per sé e la sua famiglia la cappella di Santa Lucia nella basilica della Santissima Annunziata, commissionando una completa ridecorazione a Matteo Nigetti, il Volterrano e Francesco Mochi. Allo stesso Nigetti aveva commissionato il portico per la chiesa della Madonna della Tosse.
In Friuli ristrutturò il castello di Susans ispirandosi alle ville Medicee.